# پوپیلوو (استان اوپوله)
پوپیلوو (به لهستانی:  Popielów) یک روستا در لهستان است که در گمینا پوپیلوو واقع شده‌است. پوپیلوو ۲٬۴۰۰ نفر جمعیت دارد.

## خواهرخوانده
شهر باد وورزاخ خواهرخواندهٔ پوپیلوو (استان اوپوله) هست.